# Los diez libros de Fortuna de Amor
Los diez libros de Fortuna de Amor è un romanzo di tema bucolico del poeta e militare sardo Antonio Lo Frasso, pubblicata nel 1573 a Barcellona e nominata da Miguel de Cervantes nell'elenco della Biblioteca di Don Chisciotte (I, VI).
Il Cervantes probabilmente ha preso ispirazione per il nome di Dulcinea del Toboso dal nome dei due pastori, che compaiono nel VI libro dell'opera, Dulcineo e Dulcina.

## La lingua
Il poema è scritto in castigliano ma sono presenti molti catalanismi e poesie in sardo.
Nella prefazione (Carta del auctor alos lectores) Lo Frasso giustifica la scelta del castigliano a discapito della lingua «natural sarda», non perché il sardo non vada bene e non abbia un numero adeguato di vocaboli, ma solo perché il sardo fuori dell'isola è molto poco conosciuto e non è capito come le altre lingue.

## Contenuto
Il titolo, indica il nome della protagonista ed il contenuto dell'opera, che ricalca la forma caratteristica del genere bucolico, come ad esempio il più noto esemplare di questo genere letterario in Spagna Los siete libros de Diana di Jorge de Montemayor (Valencia 1559). Il nome del personaggio Fortuna è atipico nella letteratura pastorale, ed essendo associato ad "amor", rimanda ad un'interpretazione allegorica dell'opera, incentrata sulle due principali forze che condizionano l'esistenza dell'uomo.
La trama è autobiografica ed è divisa in due parti, ciascuna delle quali composta di cinque libri: di cui i primi ambientati in Sardegna ed i restanti a Barcellona. 
La prima parte di ambientazione sarda è di tenore pastorale. Lo Frasso trasferisce l'Arcadia in Sardegna: ne fornisce un'utopica descrizione e le principali azioni si svolgono nelle campagne e nella città di Alghero. 
La sfortunata storia dell'amore di Frexano per la giovane algherese Fortuna si svolge nel contesto di acerrime lotte per il potere tra due fazioni: gli ovejeros (giusti e onesti) e gli arroganti e prevaricatori porqueros, che riflette il conflitto esistente in Sardegna verso la metà del XVI secolo.
In questo scontro di potere, Frexano, che parteggia per gli ovejeros, diviene una vittima, infatti viene accusato falsamente dell'omicidio di un pastore, e subisce il carcere e la perdita del patrimonio, il suo fedele amico Duriano viene assassinato, Fortuna sposa un altro pastore. Per restaurare la sua dignità Frexano decide di recarsi a Barcellona, dove ha un fedele amico, Claridoro.
La seconda parte si svolge a Barcellona, in un ambiente urbano. Numerose sono le descrizioni degli edifici rappresentativi della città (la dogana, la borsa, il palazzo del commendatore maggiore di Castiglia Luis de Zúñiga y Requesens) e così i riferimenti alla società nobiliare catalana, da cui Frexano spera di ottenere giustizia. Nel libro VIII tuttavia riaffiora l'elemento bucolico, come nella storia di don Floricio e della pastora Argentina, dedicata alla contessa di Aytona Lucrecia de Moncada. Altri casi amorosi sono trattati nel libro IX, in particolare il riferimento è alle nozze dei due dedicatari. L'opera si conclude con una lunga miscellanea poetica di 168 versi in 56 terzine, chiamato "Testamento d'amore" (libro X), dove sono contenute inoltre due poesie in lingua sarda e una in catalano.

## Dediche
L'opera è posta dal Lo Frasso sotto la protezione del nobile catalano Luis Carroz de Centellas, conte di Quirra; il decimo libro, intitolato Jardín de Amor y varias rimas, è un omaggio alla moglie del dedicatario Francesca de Centellas y Alagón.

## Edizioni
- 1573, I edizione, Barcellona
- 1740, curata dal lessicografo Pedro Pineda il quale considerava quest'opera apprezzabile per la sua gentilezza, eleganza e spirito («su bondad, elegancia y agudeza»), Londra.
- 1992, edizione anastatica in Marìa Asuncion Rocca Mussons, Antonio Lo Frasso, militar de l'Alguèr, Cagliari.
- 2014, Galiñanes Gallén Marta, Los diez libros de Fortuna de Amor Edición y estudio, Ariccia.